# Refik Epikman
Refik Fazıl Epikman, né en 1902 à Constantinople et mort le 17 mai 1974 à Ankara, est un artiste peintre turc.

## Biographie
Refik Fazıl Epikman est né en 1902 à Constantinople. Il étudie à l'Académie des Beaux-Arts de Constantinople, il est diplômé en 1924. Il se rend à Paris où il travaille sous le peintre Paul-Albert Laurens à l'Académie Julian jusqu'en 1928. Il revient à Constantinople. Il est un des fondateurs de l'Association des Peintres et Sculpteurs Indépendants, (en turc : Müstakil ressamlar ve heykeltraşlar birliği) et devient professeur assistant à l'Académie des beaux-arts.